# Osella FA1L
Az Osella FA1L egy Formula–1-es versenyautó, melyet az Osella csapat tervezett és versenyeztetett az 1988-as Formula–1 világbajnokságban. Pilótája Nicola Larini volt.

## Áttekintés
Az autó ugyanazt az Alfa Romeo 890T motort használta, ami még 1983-ban mutatkozott be először a sportágban, az Osella pedig 1984 óta alkalmazta, nem túl nagy sikerrel: a megelőző négy idényben összesen két pontot gyűjtöttek. Miután a gyári Alfa Romeo autók és maga az erőforrás is gyengén teljesített, a Fiat, mint anyacég, kivonta azt a sportágból. Azt megengedte, hogy az Osella tovább használja az immár semmilyen fejlesztést nem kapó motorokat, de a névhasználati jogot megvonta, így azokjat is Osella névre keresztelték.
Az 1988-as idény igazi katasztrófa volt az egyébként sem az eredményességéről híres csapat számára. Larini a szezon előtti teszteken pozitívan nyilatkozott az autó egyenesbeli sebességéről és jó köridőket is ment, de ez még nem változtatott a fundamentális problémákon. A kasztni túlsúlyos volt, nagy volt a légellenállása, és nem generált elég leszorítóerőt sem, ami miatt a kanyarokban lassú volt. Az egész autó alapja ugyanaz az ősrégi, akkor már öt éves Alfa Romeo 183T volt, mint az elődökének. A motor rengeteg üzemanyagot fogyasztott (tankolni nem lehetett verseny közben), kialakítása miatt pedig fokozottan hátráltatta a gázadás után késlekedő turbónyomás miatti gyenge gyorsulás. Emiatt az Osellának, hiába volt papíron erősebb motorja, gyakran a szívómotoros autókkal kellett küzdenie az időmérő edzéseken (amelyek nem voltak sokkal lassabbak, és őket nem hátráltatta a késleltetett turbóhatás, így jobb volt a gyorsulásuk).

## A szezon
Először az idény második futamán jelent meg vele a csapat Imolában, de már a gépátvételkor kizárták őket. Ugyanis az Osella átépítette az üzemanyagtartályt, a kasztnit, továbbá a felfüggesztés ugyanúgy a versenyzők lábával egy vonalban volt, mint az előző évben is. Ez utóbbit azonban csak akkor engedélyezték, ha maga a kasztni is változatlan maradt, mint például a Zakspeed 871 esetében. Az 1988-as szabályok még nem írták elő kötelezően, hogy a versenyzők lába az első tengely előtt legyen, csak a következő évtől, így ez önmagában nem lett volna elég ok a kizárásra, az viszont igen, hogy ez az új kasztni nem vett részt törésteszten.
Monacóban már ott lehetett a csapat, és az az évi legjobb eredményüket, egy kilencedik helyet is ott szerezték (Larini a 25. helyről indult és három kör hátrányt szeredd össze). Mexikóban azonban már kvalifikálni sem tudott, annak ellenére, hogy a ritkább mexikóvárosi levegő 20-25 százalék teljesítménytöbbletet jelentett a turbómotoroknak. Az Osella volt az egyetlen turbómotoros autó, aminek ez nem sikerült, még a Zakspeed hasonlóan küszködő autóinak is sikerült.
Larini egész évben csak három versenyt fejezett be. Az egyik a monacói volt, a másik a brit nagydíj, ahol öt körrel a vége előtt elfogyott az üzemanyag, de rangsorolták. A harmadik eset egy portugál tizenkettedik hely volt. Mivel az idény felében nem szereztek pontot, így a német nagydíjtól kezdve prekvalifikációra kényszerültek, amit kétszer nem tudtak megfutni. A legjobb eredményük időmérő edzésen egy 14. hely volt a spanyol nagydíjon, 3 másodperccel lemaradva a pole pozíciós időtől - átlagban 6 másodperc volt a lemaradásuk az élmezőnyhöz képest. 

## Eredmények
| Év   | Csapat               | Motor                    | Gumik | Pilóták       | 1   | 2   | 3   | 4   | 5   | 6   | 7   | 8   | 9   | 10  | 11  | 12  | 13  | 14  | 15  | 16  | Pontok | Helyezés |
| ---- | -------------------- | ------------------------ | ----- | ------------- | --- | --- | --- | --- | --- | --- | --- | --- | --- | --- | --- | --- | --- | --- | --- | --- | ------ | -------- |
| 1988 | Osella Squadra Corse | Osella (Alfa Romeo) 890T | G     |               | BRA | SMR | MON | MEX | CAN | DET | FRA | GBR | GER | HUN | BEL | ITA | POR | ESP | JPN | AUS | 0      | -        |
| 1988 | Osella Squadra Corse | Osella (Alfa Romeo) 890T | G     | Nicola Larini |     | KIZ | 9   | NK  | NK  | KI  | KI  | 19  | KI  | NPK | KI  | KI  | 12  | KI  | KI  | NPK | 0      | -        |

## Forráshivatkozások
1. ↑  Osella FA1L • STATS F1. www.statsf1.com. (Hozzáférés: 2025. február 2.)
2. 1 2  Tíz év küzdelem – az Osella-sztori (magyar nyelven). Napi F1 sztori, 2022. január 29. (Hozzáférés: 2025. február 2.)